# Cyclospora cayetanensis
Cyclospora cayetanensis – gatunek protista zaliczany do apikompleksów. Jest pasożytem wewnątrzkomórkowym, który wywołuje cyklosporozę niektórych naczelnych (w tym człowieka).
Okrągła oocysta o średnicy 8–10 µm zawiera dwie sporocysty o cytrynowatym kształcie (w niedojrzałej oocyście występują natomiast liczne ziarnistości o średnicy 2 µm). Każda sporocysta zawiera dwa sporozoity o wymiarach 1,2 × 9 µm, które uwalniają się ze sporocysty w jelicie cienkim, gdzie natychmiast wnikają do wnętrza enterocytów. Tam rozwija się dalej na drodze schizogonii.
Gatunek kosmopolityczny, występuje na wszystkich kontynentach (poza Antarktydą). Trzy pierwsze stwierdzone przypadki zakażenia człowieka tym pasożytem miały miejsce w 1977 roku w Papui-Nowej Gwinei.